# Magor Csibi
Magor Imre Csibi (ur. 13 października 1980 w m. Miercurea-Ciuc) – rumuński polityk pochodzenia węgierskiego, politolog, w latach 2007–2009 deputowany do Parlamentu Europejskiego.

## Życiorys
Z wykształcenia magister politologii. Po ukończeniu studiów zaangażował się w działalność Partii Narodowo-Liberalnej.
W wyborach w 2007 z listy liberałów uzyskał mandat posła do Parlamentu Europejskiego, który objął w grudniu tego samego roku. W PE był członkiem grupy Porozumienia Liberałów i Demokratów na rzecz Europy oraz wiceprzewodniczącym Komisji Ochrony Środowiska Naturalnego, Zdrowia Publicznego i Bezpieczeństwa Żywności. Kadencję zakończył w lipcu 2009, nie uzyskał reelekcji.
Zajmował się później dziennikarstwem. Od 2011 związany zawodowo z organizacją WWF.